# Bryum russulum
Bryum russulum là một loài rêu trong họ Bryaceae. Loài này được Broth. & Geh. mô tả khoa học đầu tiên năm 1898.